# منجالي فرانكو
منجالي فرانكو (بالإيطالية: Franco Menichelli)، حكم كرة قدم إيطالي دولي سابق.
و قد حكم في كأس الخليج 1982، وقد أدار مباراة منتخب الإمارات لكرة القدم ومنتخب السعودية لكرة القدم في 21 مارس 1982، وقد أدار مباراة منتخب البحرين لكرة القدم ومنتخب قطر لكرة القدم في 31 مارس 1982.

## روابط خارجية
- منجالي فرانكو على موقع الاتحاد الدولي للجمباز (licence) (الإنجليزية)
- منجالي فرانكو على موقع الاتحاد الدولي للجمباز (biography) (الإنجليزية)
- منجالي فرانكو على موقع اللجنة الأولمبية الدولية (الإنجليزية)
- منجالي فرانكو على موقع أوليمبيديا (الإنجليزية)
- منجالي فرانكو على موقع اللجنة الأولمبية الإيطالية (الإيطالية)